# Aleksandr Mokszancew
Aleksandr Aleksandrowicz Mokszancew, ros. Александр Александрович Мокшанцев (ur. 17 lutego 1995 w Penzie) – rosyjski hokeista.
Jego ojciec Aleksandr (ur. 1974) także był hokeistą.

## Kariera
- Łokomotiw Jarosław do lat 16 (2010-2011)
- Łokomotiw Jarosław do lat 17 (2011-2012)
- Łoko Jarosław (2011-2015)
- Łokomotiw Jarosław (2012/2013)
- Łokomotiw Jarosław (2013)
- HK Riazań (2014/2015)
- Łada Togliatti (2015-2017)
  -  Ariada Wołżsk (2015-2016)
  -  Ładja Togliatti (2015-2016)
  -  Dizel Penza (2016-2017)
- Nottingham Panthers (2017-2018)
- Rapaces de Gap (2018)
- Dizel Penza (2019-2020)
- HK Szachcior Soligorsk (2020)
- Jużnyj Urał Orsk (2020-2021)
- Ciarko STS Sanok (2021-2022)
- Bejbarys Atyrau (2022)
- Fehérvár Hockey Academy 19 (2022-2023)

Wychowanek Dizelu Penza w rodzinnym mieście. Karierę rozwijał w strukturach klubu Łokomotiw Jarosław, występując w drużynach młodzieżowych, zespole Łoko w rozgrywkach MHL oraz w ekipach seniorskich w ligach WHL (w tym farmerskiej z Riazania) i KHL (trzy mecze). W czerwcu 2015 przeszedł do Łady Togliatti, występując od tego czasu zarówno w drużynie w KHL, jak i w stowarzyszonych zespołach w WHL i MHL. W listopadzie 2016 został zawodnikiem macierzystego Dizelu w WHL. W czerwcu 2017 został zaangażowany w angielskim klubie z brytyjskich rozgrywek EIHL. W kolejnym sezonie do grudnia 2018 reprezentował francuski klub Rapaces de Gap w lidze Ligue Magnus. Latem 2019 ponownie dołączył do Dizelu. Od września do końca listopada 2020 był graczem Szachtiara Soligorsk z białoruskiej ekstraligi. W grudniu 2020 przeszedł do Jużnego Urału Orsk w WHL. W maju 2021 został zaangażowany przez Jarmaka Angarsk w tej samej lidze, a w sierpniu tego roku jego umowa została rozwiązana. W październiku 2021 został zakontraktowany do zespołu Ciarko STS Sanok w rozgrywkach Polskiej Hokej Ligi. W trakcie sezonu PHL 2021/2022 po inwazji Rosji na Ukrainę z 24 lutego 2022 sanocki klub zdecydował o rozwiązaniu umowy z zawodnikiem (tym samym Rosjanin został pierwszym Rosjaninem zwolnionym z PHL z tego powodu). W lipcu 2022 został zakontraktowany do kazachskiego klubu Bejbarys Atyrau. W grudniu 2022 został zaangażowany w zespołu Fehérvár Hockey Academy 19 w rozgrywkach Erste Liga.
Występował w reprezentacjach juniorskich Rosji do lat 16, do lat 17, do lat 18, do lat 20.

## Sukcesy
Klubowe
- Pierwsze miejsce w Dywizji Północny Zachód w sezonie zasadniczym MHL: 2014, 2015 z Łoko Jarosław
- Pierwsze miejsce w Konferencji Zachód w sezonie zasadniczym MHL: 2014, 2015 z Łoko Jarosław
- Pierwsze miejsce w sezonie zasadniczym MHL: 2014 z Łoko Jarosław

Indywidualne
- MHL (2014/2015): ósme miejsce w klasyfikacji strzelców w fazie-play-off: 8 goli[18]